# برادي ويلكس
برادي ويلكس (بالإنجليزية: Brady Wilks)‏ هو مصور أمريكي، ولد في 3 يونيو 1980 في كاليفورنيا في الولايات المتحدة.